# Monte Cervantes
El Monte Cervantes fue un buque mixto de carga y pasajeros alemán botado el 25 de agosto de 1927, siendo el tercero de los cinco buques de su clase. Tenía 160 metros de eslora, y hacía la ruta Buenos Aires, Puerto Madryn (Chubut), Punta Arenas (Chile), Ushuaia.

## Naufragios

### 1930
La embarcación salió del puerto de Buenos Aires el 15 de enero de 1930. Pasó frente a Mar del Plata e hizo escalas, aparentemente demasiado breves, en Puerto Madryn y Punta Arenas. El 21 de enero de 1930, el Monte Cervantes hizo escala de 15 horas en el pueblo de Ushuaia, que  contaba con 800 habitantes. El 22 partió de Ushuaia con destino a bahía Yendegaia (Chile). No se sabe si por decisión del Capitán o del piloto Rodolfo Hepe, en lugar de llegar hasta el faro Les Eclaireurs, se utilizó el paso del mismo nombre, chocando contra un bajo fondo. Se escuchó un fuerte rasguido en la quilla, que produjo una abertura e inundó rápidamente las bodegas y los camarotes más bajos. La proa se levantó, el buque se inclinó de babor bruscamente y comenzó a hundirse. El Capitán reaccionó rápidamente y antes de que se quedara sin motores, llevó al buque hasta los islotes Les Eclaireurs donde lo encalló; de esa forma la tripulación pudo bajar los botes salvavidas y salvar a todos los pasajeros. El barco de carga Vicente López respondió al S.O.S. y comenzó a cargar a los pasajeros que encontraba en su camino. Todos los náufragos pudieron ser rescatados en el mismo día pero debieron esperar una semana a que el buque Monte Sarmiento los viniese a recoger y los llevase nuevamente a Buenos Aires. En Ushuaia no había más que una pensión con cuatro camas y los náufragos debieron repartirse en diferentes casas de familia, el patio del presidio (incluso se techó el patio), depósitos, etc. Los presos donaron mediante un comunicado la mitad de su ración de comida. 
Entre los náufragos se encontraba la científica geógrafa argentina Josefina Passadori quien registró parte del suceso con su cámara fotográfica.  
Hubo una sola víctima: el capitán Teodoro Dreyer, quien había desaparecido. Existen tres hipótesis diferentes acerca de lo que pudo haberle ocurrido. La primera hipótesis afirma que regresó al barco y fue víctima de un accidente; la segunda, que fue “a morir con el barco”, a la manera romántica de los antiguos navegantes; y la última y más curiosa cree que el capitán alemán se habría fugado, llegando hasta la costa de isla Navarino. Lo cierto es que no se supo más de él, nunca se encontró el cuerpo y su viuda ofreció recompensa por información sobre su esposo. 
En las crónicas de la época se señala que hubo numerosos saqueos y, si bien se recuperó el equipaje, algunos de ellos desaparecieron. Se le atribuyó la culpa a la tripulación del Monte Cervantes, ya que los que no pudieron recuperar su equipaje perdieron sobre todo cosas de valor como cámaras de fotos, alhajas, etc. Al regresar a Buenos Aires, se organizaron comisiones de pasajeros y le iniciaron juicio al representante en Argentina, pero la justicia desestimó los cargos. Esa misma comisión realizó una placa en agradecimiento al pueblo de Ushuaia por su generosa hospitalidad. Los náufragos se reunieron luego para el cincuentenario del naufragio en Ushuaia.

### 1954

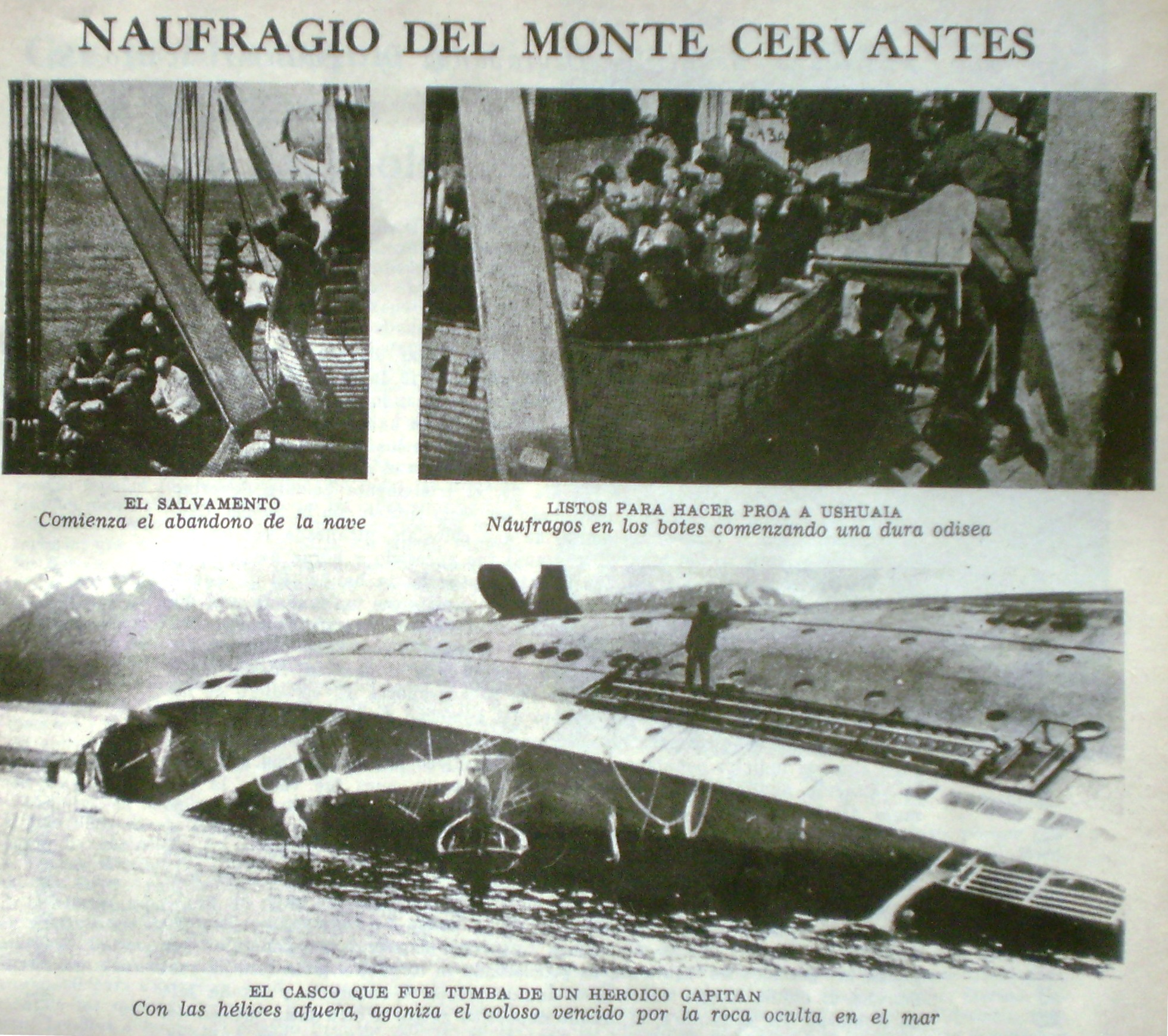
Restos finales del Monte Cervantes en 1954.

Años más tarde, tras mucho papeleo, una empresa argentina llamada Salvamar -aún hoy en funcionamiento- inicia las tareas de reflotar el Monte Cervantes. El buque se había dado vuelta de campana y estaba con el casco invertido. Una parte del mismo se encontraba fuera del agua. La empresa estableció un campamento para los buzos enfrente del faro Les Eclaireurs. Aún hoy se pueden apreciar los restos. El trabajo consistía en sellar el casco del buque para luego inyectarlo con aire comprimido y así reflotarlo. Durante diez años, la firma Simoncini intentó reflotar el Monte Cervantes. 
Finalmente, el 3 de octubre de 1954, el barco fue reflotado. La idea original era remolcarlo hacia la ciudad de Ushuaia donde le harían el desguace. Para este trabajo fueron necesarios los barcos de la Armada -Chiriguano y Guaraní-  y el remolcador Saint Christopher, perteneciente a la empresa Salvamar. Iniciaron las tareas de remolque y, a solo una milla del lugar, no se sabe si tal vez por el apuro de los barcos que lo iban remolcando, el casco del Monte Cervantes se volvió a partir y se hundió nuevamente, aunque esta vez en un lugar más profundo (entre 75 y 100 metros), por lo que no se intentó nuevamente reflotarlo.